# 謝瀚
謝瀚（1448年—？），字汝大，福建福州府閩縣人，匠籍，明朝政治人物。

## 生平
成化二十二年（1486年）丙午科福建鄉試舉人，二十三年（1487年）丁未科三甲第二十七名進士。授戶部主事。

## 家族
曾祖謝義；祖父謝亹；父謝睿，翰林院檢討，贈戶部主事。母林氏。弟謝澤子謝蕡。